# Абд ар-Раззак ан-Наїф
Абд ар-Раззак ан-Наїф (араб. عبد الرزاق النايف; 1933 — 10 липня 1978) — іракський військовик, державний і політичний діяч, прем'єр-міністр країни у липні 1968 року.
9 липня 1978 року в Лондоні зазнав смертельного вогнепального поранення й помер наступного дня. За однією з версій замовником убивства Саддам Хусейн.